# Mink Stole
Nancy Paine Stoll (nacida el 25 de agosto de 1947), conocida profesionalmente como Mink Stole, es una actriz estadounidense de Baltimore, Maryland. Comenzó su carrera trabajando para el director John Waters, y ha aparecido en todos sus largometrajes hasta la fecha (una distinción que sólo comparte con Mary Vivian Pearce y Pat Moran). Su extenso trabajo con Waters la ha convertido en uno de los Dreamlanders, el grupo de miembros habituales del reparto y el equipo de Waters.

## Biografía
Nació en el seno de una familia numerosa católica y tiene nueve hermanos, entre ellos la escritora de libros infantiles Ellen Stoll Walsh y el escultor George Stoll. Su padre, Joseph A. Stoll, murió en 1955 y su madre, Nell, se volvió a casar dos veces, lo que dio lugar a una extensa familia adoptiva.
Stole ha actuado en la mayoría de las películas dirigidas por su íntimo amigo John Waters. Su carrera cinematográfica comenzó como invitada a una fiesta en la película de Waters Roman Candles. Desde 2023, ha aparecido en todos sus largometrajes hasta A Dirty Shame, de 2004, excepto en los primeros cortometrajes Hag in a Black Leather Jacket, Eat Your Makeup y The Diane Linkletter Story. Ha aparecido en varias películas y programas de televisión, y escribió una columna para el Baltimore City Paper titulada «Think Mink» hasta mediados de abril de 2006. Es la cantante principal de Mink Stole and Her Wonderful Band, de la que han formado parte los músicos Kristian Hoffman, George Baby Woods y Brian Grillo. La encarnación de Baltimore de Mink Stole and Her Wonderful Band (2009–presente) incluye a Scott Wallace Brown (piano, órgano), Walker Teret (bajo vertical, guitarra), Skizz Cyzyk (batería) y John Irvine (trompeta).

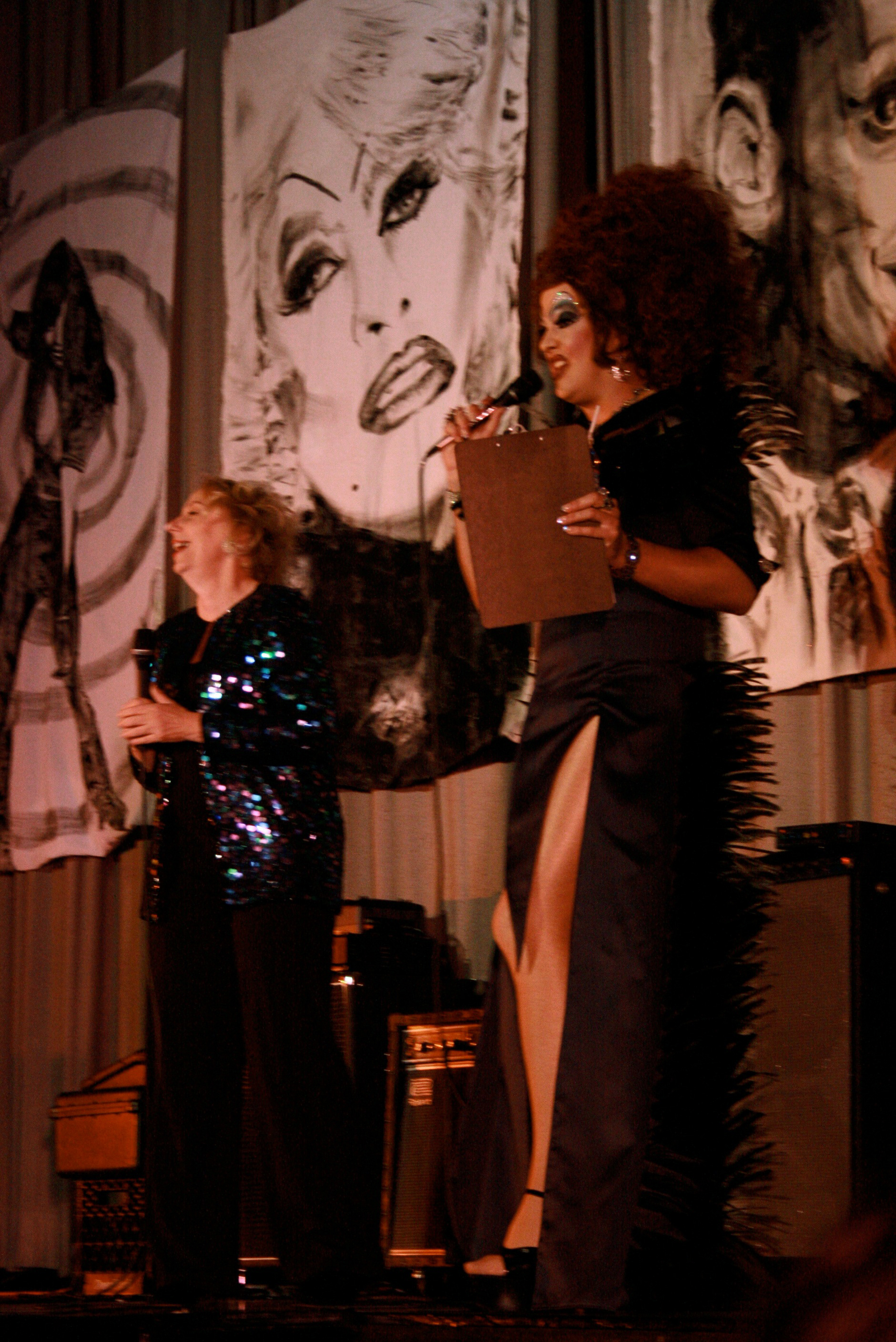
Mink Stole con Peaches Christ en un espectáculo de 2007 de Desperate Living

En 1999, Stole apareció en la película satírica lésbica But I'm a Cheerleader junto a Natasha Lyonne en el papel de la madre de Megan. En abril de 2009, Stole colaboró con el director de culto Steve Balderson en Stuck!, un homenaje a los dramas de cine negro sobre mujeres en prisión. Coprotagonizada por Karen Black, Pleasant Gehman y Jane Wiedlin, Stuck! se rodó en Macon, Georgia. Stole interpretó a Esther, una reclusa religiosa condenada a muerte. Volvió a coprotagonizar con Natasha Lyonne All About Evil, de Joshua Grannell.
Recibió el premio Lifetime Achievement Award en el Boston Underground Film Festival de 2010 en Cambridge tras el estreno en la costa este de Stuck! el 27 de marzo de 2010. En 2011 completó con éxito un proyecto de recaudación de fondos de Kickstarter para financiar su primer CD, titulado Do Re MiNK. El CD salió a la venta el 23 de mayo de 2013.

## Vida personal
Mink Stole vive en Baltimore y tiene una segunda residencia en Los Ángeles. Celebra bodas como ministra ordenada de la Universal Life Church.

## Filmografía

### Cine
| Año  | Título                                             | Papel                                               | Notas |
| ---- | -------------------------------------------------- | --------------------------------------------------- | --- |
| 1966 | Roman Candles                                      | Invitada en fiesta                                  | |
| 1969 | Mondo Trasho                                       | Mujer vagabunda; Internada en un manicomio; Snob #1 | |
| 1970 | Multiple Maniacs                                   | Mink; Patrocinadora de la cabalgata                 | |
| 1972 | Pink Flamingos                                     | Connie Marble                                       | |
| 1974 | Female Trouble                                     | Taffy Davenport                                     | |
| 1975 | Love Letter to Edie                                | Rubia hermanastra malvada                           | |
| 1976 | Edith's Shopping Bag                               | Ella misma                                          | Documental |
| 1977 | Desperate Living                                   | Peggy Gravel                                        | |
| 1981 | Polyester                                          | Sandra Sullivan                                     | |
| 1988 | Hairspray                                          | Tammy Turner                                        | |
| 1990 | Cry-Baby                                           | Mrs. Malnorowski                                    | |
| 1991 | Liquid Dreams                                      | Felix                                               | |
| 1994 | Serial Mom                                         | Dottie Hinkle                                       | |
| 1995 | Monster Mash: The Movie                            | madre de Wolfie                                     | |
| 1995 | The Crazysitter                                    | La enfermera                                        | |
| 1995 | A Bucket of Blood                                  | Mujer vieja                                         | |
| 1997 | Pink as the Day She Was Born                       | Vera                                                | |
| 1997 | Lost Highway                                       | Presidenta del jurado                               | Voz |
| 1997 | Leather Jacket Love Story                          | Martine                                             | |
| 1997 | The Seller                                         | tía Betty                                           | |
| 1998 | Divine Trash                                       | Ella misma                                          | Documental |
| 1998 | Anarchy TV                                         | Ms. Dickman                                         | |
| 1998 | The Treat                                          | Gerente                                             | |
| 1998 | Pecker                                             | Capitana de distrito                                | |
| 1999 | Splendor                                           | Directora de casting                                | |
| 1999 | But I'm A Cheerleader                              | Nancy Bloomfield                                    | |
| 1999 | Forever Fabulous                                   | Miss Vi Ambrose                                     | |
| 2000 | In Bad Taste                                       | Herself                                             | Documental |
| 2000 | Cecil B. DeMented                                  | Mrs. Sylvia Mallory                                 | |
| 2000 | The Rowdy Girls                                    | Amanda                                              | |
| 2000 | Shriek If You Know What I Did Last Friday the 13th | Madame La Tourneau                                  | |
| 2001 | Ring of Darkness                                   | Fletcher                                            | |
| 2004 | Girl Play                                          | madre de Robin                                      | |
| 2004 | A Dirty Shame                                      | Marge la esterilizada                               | |
| 2005 | Flirting with Anthony                              | Psíquica                                            | |
| 2006 | Another Gay Movie                                  | Sloppi Seconds                                      | Escenas eliminadas |
| 2006 | Eating Out 2: Sloppy Seconds                       | Helen                                               | |
| 2007 | Out at the Wedding                                 | Sunny                                               | |
| 2007 | Sunny & Share Love You                             | Secretaria de escuela Stole                         | |
| 2007 | Pieces of Dolores                                  | Mrs. Fletcher                                       | Cortometraje |
| 2008 | 3 Stories About Evil                               | Pat Peeters                                         | Cortometraje |
| 2009 | Eating Out 3: All You Can Eat                      | tía Helen                                           | |
| 2010 | Stuck!                                             | Esther                                              | |
| 2010 | All About Evil                                     | Evelyn                                              | |
| 2010 | Bugbaby                                            | Mrs. Tottifot                                       | Cortometraje Winner "Best Horror Short", 2011 Phoenix Film Festival Winner "Best Supporting Actress", 2012 Pollygrind International Film Festival |
| 2011 | Eating Out 4: Drama Camp                           | tía Helen                                           | |
| 2012 | Eating Out 5: The Open Weekend                     | tía Helen                                           | |
| 2013 | I Am Divine                                        | Ella misma                                          | Documental |

### Televisión
| Año       | Título                        | Papel       | Notas       |
| --------- | ----------------------------- | ----------- | ----------- |
| 1990      | Get a Life                    | Mrs. Wilson | 1 episodio  |
| 1995–1996 | The Secret World of Alex Mack | Mrs. Ward   | 3 episodios |
| 1997      | Married... with Children      | Edna        | 1 episodio  |
| 2001      | Spyder Games                  | Merna Young | 1 episodio  |
| 2016      | Difficult People              |             | 1 episodio  |